# قانون فيروس كورونا (إسكتلندا 2020)
قانون فيروس كورونا في اسكتلندا لعام 2020 (بالإنجليزية: Coronavirus (Scotland) Act 2020)‏هو قانون صادر عن البرلمان الاسكتلندي لوضع أحكام خلال جائحة كوفيد-19. يكمل هذا القانون وينظم استخدام الصلاحيات الطارئة الممنوحة للوزراء الاسكتلنديين بموجب قانون فيروس كورونا لعام 2020 الذي أقره البرلمان البريطاني. ويتضمن القانون العديد من الأحكام لتسهيل القيود التنظيمية في القطاعات التي قد تواجه صعوبة في تلبية متطلباتها القانونية، مثل هيئة الخدمات الصحية الوطنية، وهيئة الضمان الاجتماعي في اسكتلندا، وخدمة المحاكم والمحاكم الاسكتلندية.

## الأحكام
يتضمن القانون مجموعة متنوعة من الأحكام لضمان الاستمرارية في جميع أنحاء اسكتلندا أثناء جائحة فيروس كورونا. وهذا يغطي مجموعة واسعة من القضايا داخل اسكتلندا حيث يكون من المستحيل تلبية المتطلبات القانونية أو حيث أصبحت اللوائح غير قابلة للتنفيذ، ولا سيما فيما يتعلق بما يلي:
- توفير السكن والإخلاء
- تقييمات الضمان الاجتماعي في اسكتلندا
- العمليات القضائية
- لوائح الرعاية الصحية
- شهادة الوفاة
- أحكام متفرقة

### الحد الزمني والتجديد
ينتهي العمل بالجزء الأول من القانون في 30 سبتمبر 2020، ومع ذلك يمكن للوزراء الاسكتلنديين تمديد القانون مرتين كل ستة أشهر. ولا يمكن تحقيق ذلك إلا من خلال موافقة البرلمان الاسكتلندي.[بحاجة لمصدر]

## المناظرة
تم تطوير هذا القانون من قبل الحكومة الاسكتلندية على أساس مشترك بين الأحزاب لضمان أقصى قدر من الدعم. وأثيرت مخاوف بشأن احتمال إزالة شرط وجود هيئات المحلفين في المحاكمات القضائية. وقد وافقت الحكومة على ذلك وتم حذفه من مشروع القانون قبل إقراره. تم تمرير مشروع القانون بالإجماع.

## التاريخ التشريعي
تم تقديم مشروع القانون إلى البرلمان في 31 مارس 2020 كمشروع قانون طوارئ، وتم الانتهاء من المراحل التشريعية الثلاث في اليوم التالي. حصل مشروع القانون على الموافقة الملكية وأصبح قانون رسمي نافذ في 6 أبريل 2020.